# Raj britannique
Vous lisez un « bon article » labellisé en 2013.
Pour les articles homonymes, voir Raj.
1858–1947
Entités précédentes :
- Raj de la Compagnie
- Empire moghol

Entités suivantes :
- Dominion de l'Inde
- Dominion du Pakistan
- État princier (Raj britannique)
- Birmanie britannique

Le Raj britannique (en anglais : British Raj) ou Empire des Indes (Indian Empire) est un territoire de l'ancien Empire britannique, dont il est la possession la plus riche et la plus peuplée. Il est fondé en 1858 à la suite du transfert des possessions de la Compagnie britannique des Indes orientales à la Couronne, que provoque la révolte des cipayes de 1857. Jusqu'à sa disparition en 1947, il regroupe diverses entités possédées ou dominées par le Royaume-Uni, à l'exception de quelques possessions françaises et portugaises. Il se compose des territoires actuels de l'Inde, du Pakistan et du Bangladesh, ainsi qu'à l'origine de la Birmanie, séparée du Raj en 1937.
La reine Victoria, dont le règne au Royaume-Uni a commencé en 1837, est proclamée impératrice des Indes en 1876 ; son dernier successeur est le roi George VI. Le souverain britannique est représenté en Inde par un vice-roi désigné par le gouvernement du Royaume-Uni. Le Raj s'exerce sur deux types de territoires : les provinces sous administration britannique directe et les États princiers sous suzeraineté.
Tout au long de l'histoire du Raj britannique, l'ordre colonial fait face à des soulèvements périodiques, l'indépendantisme regagnant de la puissance avec les luttes menées au XXe siècle par Gandhi, par le parti du Congrès de Nehru et par la Ligue musulmane de Jinnah. Victorieux mais affaiblis à la fin de la Seconde Guerre mondiale, les Britanniques n'ont plus les moyens d'affronter une nouvelle guerre coloniale. Le conflit vire rapidement à de violents heurts entre les communautés hindoues et musulmanes, au point que le Royaume-Uni doit se résoudre à abandonner le Raj et à engager de longues tractations avec les Indiens.
En 1947, la loi sur l'indépendance de l'Inde est votée, ce qui sonne le glas de la colonisation et de la fin de l'Empire des Indes. Les non-musulmans (principalement hindous) héritent de l'État indien actuel tandis que le Pakistan fait sécession pour devenir un État musulman à part entière, qui comprend également le futur Bangladesh (à l'époque Pakistan oriental). Ils restent tous deux membres du Commonwealth, devenant des dominions (dominion de l'Inde et dominion du Pakistan). Celui du Pakistan connait ultérieurement un conflit interne lors de la sécession du Pakistan oriental, qui devient le Bangladesh en 1971.

## Dénominations
Durant cette période, la législation britannique parle simplement de l'« Inde » (India). C'est sous ce nom que la colonie participe aux Jeux olympiques de 1900, 1920, 1928, 1932 et 1936 et qu'elle devient membre fondateur des Nations unies en 1945.
La formule Indian Empire est aussi utilisée officiellement, notamment sur les passeports.
La formule British Raj est aussi utilisée. Raj, qui connote le sous-continent indien, est un mot hindi (rāj) signifiant « règne » et familier en Occident à travers le mot raja (« roi »).

## Expansion territoriale

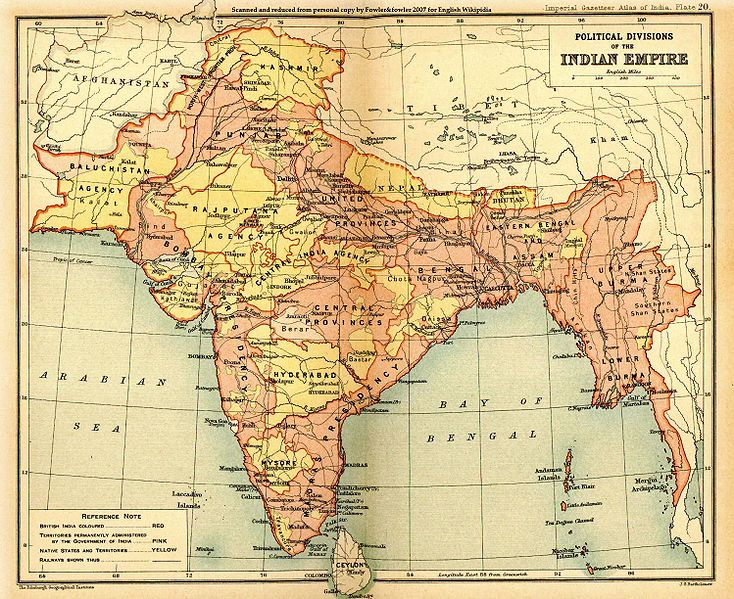
Carte du Raj en 1909.

Le Raj britannique s'étend sur la quasi totalité des territoires actuels de l'Inde, du Pakistan et du Bangladesh, avec des exceptions telles que Goa, Pondichéry et quelques comptoirs alors respectivement intégrés à l'empire colonial portugais et à l'empire colonial français.
Il concerne également Aden de 1858 à 1937, la Basse-Birmanie de 1858 à 1937, la Haute-Birmanie de 1886 à 1937, la Somalie britannique de 1884 à 1898 et les Établissements des détroits de 1858 à 1867. La Birmanie est séparée de l'Inde et administrée directement par la Couronne britannique de 1937 à son indépendance en 1948. Les États de la Trêve, groupe d'émirats du golfe Persique, sont théoriquement des États princiers des Indes jusqu'en 1946 et utilisent la roupie comme monnaie.
Parmi les autres pays de la région, Ceylan (actuel Sri Lanka) est cédé par les Néerlandais à la Grande-Bretagne au traité d'Amiens de 1802 et fait partie de la présidence de Madras de 1793 à 1798[réf. souhaitée]. Le Népal signe avec les Britanniques le traité de Sugauli en 1815 et le Bhoutan est placé sous protectorat par le traité de Punakha en 1910, mais ces deux royaumes ne sont pas intégrés au Raj. Le royaume du Sikkim est établi comme État princier après un traité en 1861 sans que la question de sa souveraineté ne soit réglée. Les Maldives, protectorat britannique de 1887 à 1965, ne font pas partie du Raj.
En 1941, le Raj britannique compte 388 millions d'habitants soit près de 70 % de la population de tout l'Empire britannique.

## Organisation

### Administration coloniale
L'administration de l'Inde britannique relève à Londres d'un département ministériel, l'India Office (« bureau de l'Inde »), dirigé par le secrétaire d'État à l'Inde, membre du cabinet britannique. Ce système est mis en place par le Government of India Act de 1858, après le transfert de l'administration des Indes de la Compagnie des Indes orientales au gouvernement britannique. Jusqu'en 1935, le secrétaire d'État est assisté par le Council of India (« Conseil de l'Inde »).
Les cadres de la compagnie s'enrichirent considérablement. Robert Clive quitta l'Inde avec 234 000 livres sterling, ce qui en représenterait de nos jours plusieurs millions. Le général Warren Hastings resta célèbre pour les énormes pots-de-vin qu'il prélevait. Ces pratiques entraînèrent l'aggravation de la pauvreté. De mauvaises récoltes, en 1769, furent suivies par des famines et des épidémies qui firent dix millions de morts. Dans la première moitié du XIXe siècle, la mécanisation des filatures de coton en Angleterre permit de nettement gagner en productivité, au détriment de l'industrie artisanale indienne. Les produits anglais envahirent le marché indien, détruisant une partie de l'industrie locale et des millions d'emplois. Dépourvue de gouvernement propre, l'Inde ne pouvait défendre ses intérêts.
La proportion de la population dont la survie dépendait de l'agriculture passa de 50 % à 75 %. Alors que 25 % des revenus fiscaux étaient consacrés à payer l'armée pour maintenir l'ordre public face à d'éventuelles velléités indépendantistes, l'éducation, la santé publique et l'agriculture devaient se contenter d'approximativement 1 % chacune. Des famines frappèrent le pays ; plus d'un million de personnes moururent dans les années 1860, trois millions et demi dans les années 1870, et jusqu'à dix millions dans les années 1890.
Dans le même temps, des carrières sûres, financées par les impôts prélevés pour l'essentiel sur les paysans, étaient destinées aux fils de la classe moyenne supérieure britannique, dans les rangs de l'administration et de l'armée. Ils amenèrent leurs familles et créèrent des enclaves décrites dans la littérature (Une histoire birmane, Le Joyau de la Couronne, Simples contes des collines, Route des Indes, etc.).

### Institutions impériales

#### Vice-roi

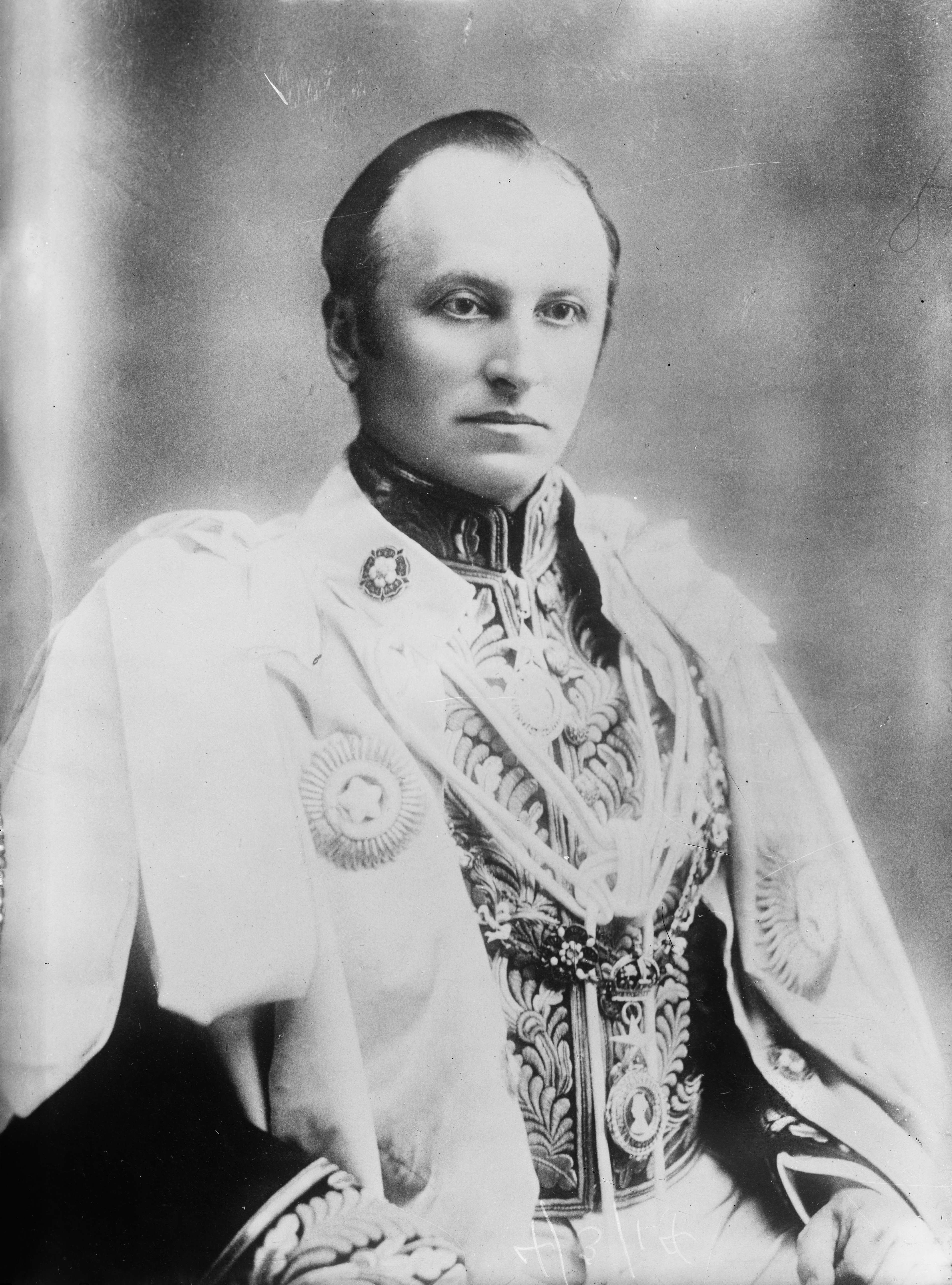
Lord Curzon, vice-roi et gouverneur général des Indes de 1899 à 1905.

Le premier gouverneur général est nommé en 1773, à l'époque de la Compagnie des Indes orientales, pour la présidence de Fort William au Bengale. Les gouverneurs généraux sont désignés par le Board of Directors de la Compagnie, et leur juridiction s'étend à toute l'Inde à partir de 1833. Avec l'établissement du Raj en 1858, les gouverneurs généraux sont nommés directement par le monarque britannique sur recommandation du secrétaire d'État à l'Inde. En plus de diriger l'administration de l'Inde, ils y représentent la Couronne. Celle-ci étant suzeraine des États princiers, les gouverneurs généraux portent le titre de « vice-roi » (« Viceroy »). Le vice-roi, comme les gouverneurs des provinces, est responsable auprès du gouvernement britannique. Il nomme les lieutenants-gouverneurs, commissaires en chef et administrateurs de certaines provinces. Il est assisté d'un Conseil aux fonctions exécutives et législatives composé de trois membres nommés par le secrétaire d'État pour l'Inde, qui assistent à toutes les séances, et d'un membre nommé par le monarque, qui n'a voix au chapitre qu'en matière législative.
À partir de 1861, le Conseil se compose de trois membres nommés par le secrétaire d'État et de deux par le monarque, puis tous sont nommés par le monarque à partir de 1869. Le vice-roi reçoit le droit de nommer six à douze membres supplémentaires (dix à seize à partir de 1892, jusqu'à 60 à partir de 1909) : les cinq membres nommés par le secrétaire d'État ou le monarque dirigent les départements ministériels, ceux nommés par le vice-roi débattent et votent les lois. En 1919, les fonctions législatives sont transférées à une législature indienne. Au moment de l'indépendance, le gouverneur général abandonne le titre de vice-roi et son rôle devient principalement cérémoniel.

#### Législature

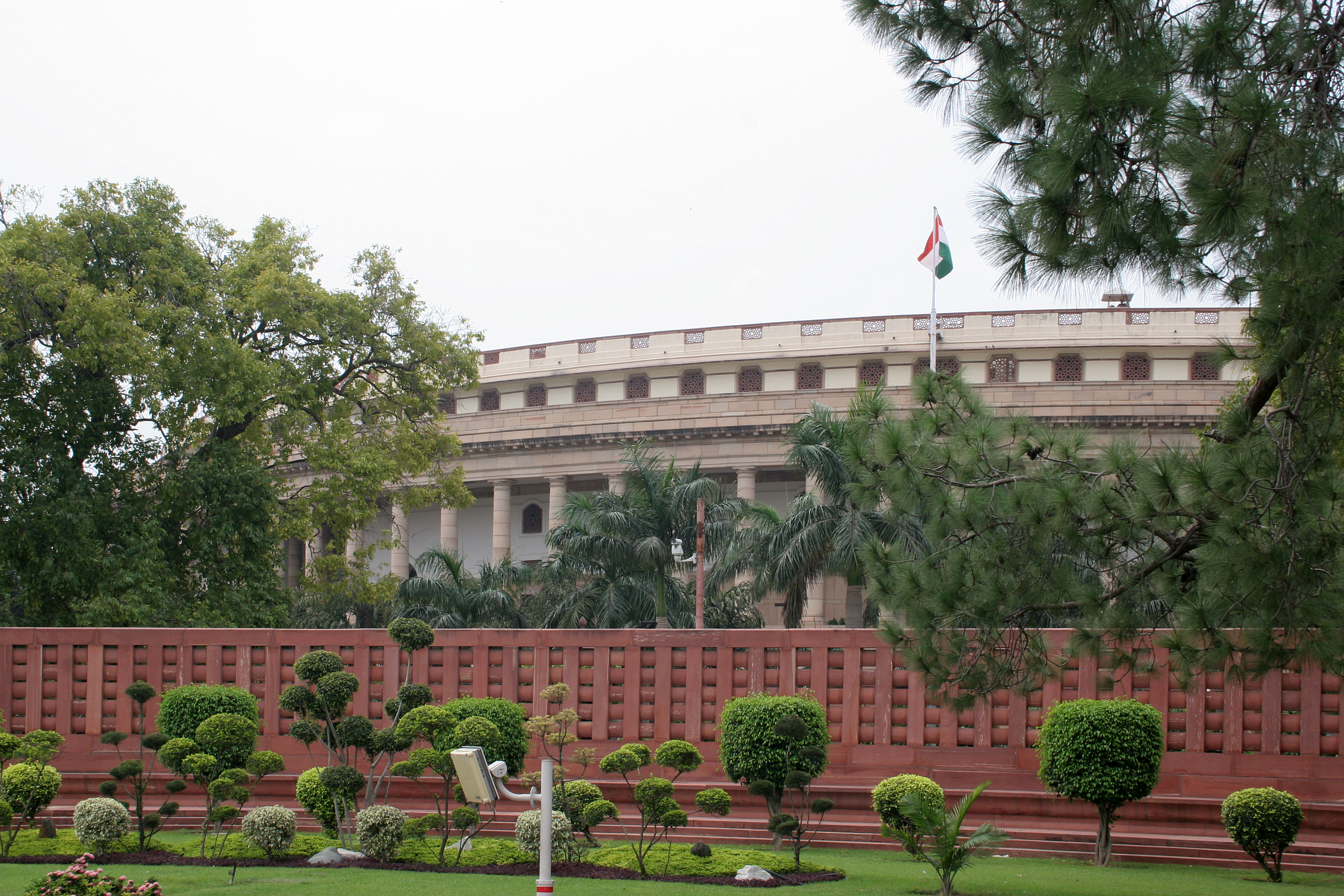
L'Hôtel du Parlement à New Delhi, inauguré en 1927.

En 1919, une législature indienne est créée, comprenant un Conseil d'État et une Assemblée législative.
L'Assemblée législative (également appelée Assemblée législative centrale ou Assemblée législative impériale) est initialement composée de 144 membres :
- vingt-six agents dont quatorze nommés par le gouvernement du vice-roi et douze par les provinces ;
- vingt-cinq représentants des intérêts particuliers (chambres de commerce, chrétiens, syndicats, Anglo-Indiens et Intouchables) dont six nommés par les provinces ;
- 103 membres élus, dont cinquante et un de circonscriptions générales, trente musulmans, deux sikhs, neuf Européens, sept propriétaires et quatre hommes d'affaires[12],[13].

Le vice-roi garde cependant d'importants pouvoirs en matière de législation : il peut autoriser les dépenses sans le consentement de la législature pour les questions religieuses, politiques et de défense et pour toute question en cas d'urgence ; il peut opposer son veto à une loi et même empêcher un débat sur une proposition de loi ; il peut déclarer définitivement adoptée une loi malgré l'opposition d'une des deux chambres ; il nomme le président du Conseil d'État et approuve l'élection du président de l'Assemblée législative. De plus, la législature n'a aucun pouvoir sur les questions d'affaires étrangères et de défense. Le corps électoral de l'Assemblée législative est également fortement limité : en 1934, il est de seulement 1,4 million d'électeurs.
La première élection des membres de l'Assemblée législative, en 1920, est un échec : les nationalistes indiens contestent ses modalités et appellent à la désobéissance civile. Sur près d'un million d'électeurs, seuls 182 000 votent. Le Congrès national indien ne met fin à son boycott qu'au scrutin de 1934.

#### Fonction publique
Après le transfert de l'Inde de la Compagnie à la Couronne, son administration repose sur la Fonction publique impériale (Imperial Civil Service, Indian Civil Service ou ICS). Ce corps de fonctionnaires comprend à l'origine seulement un millier de Britanniques. Jouissant d'une grande réputation de qualification et de neutralité, il intègre peu à peu des Indiens en son sein. En 1887, on compte 21 000 nominations de fonctionnaires moyens, dont 45 % d'hindous, 7 % de musulmans, 19 % d'Eurasiens (père européen et mère indienne) et 29 % d'Européens. Cependant, tous les postes importants restent occupés par des Britanniques, généralement titulaires d'un diplôme d'Oxford ou Cambridge[réf. incomplète].
L'ICS joue un rôle capital dans la mainmise britannique sur l'Inde. En 1935, l'ancien Premier ministre britannique David Lloyd George dit de la Fonction publique impériale qu'elle est « le cadre d'acier sur lequel repose toute notre structure de gouvernement et d'administration en Inde »,. Ce rôle est particulièrement critiqué par le mouvement pour l'indépendance. Jawaharlal Nehru dénonce son soutien des politiques britanniques : il décrit l'Indian Civil Service comme n'étant « ni indien, ni civil, ni un service »,. En 1920, dans le cadre de sa campagne de non-coopération, le Mahatma Gandhi appelle les Indiens à démissionner de l'ICS. La montée du mouvement indépendantiste, la victoire du Congrès aux élections provinciales de 1937 et le mouvement Quit India rendent progressivement le contrôle du pays et la collecte des impôts plus difficiles pour l'administration. À partir de 1945, les Indiens sont majoritaires au sein de l'ICS et sont divisés entre partisans de l'Empire et de l'indépendance. À partir de 1946-1947, le contrôle direct des Britanniques s'estompe dans la plupart des régions rurales.

#### Armée

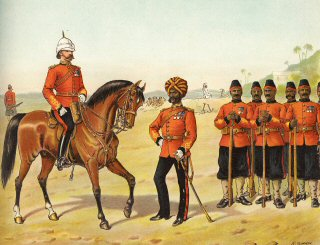
The Queen's Own Madras Sappers and Miners, 1896.

Après la révolte des cipayes en 1857, le recrutement des forces armées des trois présidences britanniques se fait uniquement parmi les « races martiales », soit les castes ou groupes religieux considérés par les Britanniques comme aptes à servir dans l'armée, à l'exclusion des autres. Sont notamment considérés comme « races martiales » les sikhs, les Pachtounes, les Rajputs ou encore les Gurkhas. À partir de 1903, Lord Kitchener est nommé commandant en chef en Inde (Commander-in-Chief, India). Il fusionne les forces des trois présidences en une Armée de l'Inde au sein de laquelle sont distinguées : l'Armée indienne (Indian Army), composée de soldats indiens et d'officiers indiens et britanniques, et l'Armée britannique en Inde, composée de soldats britanniques stationnés dans le sous-continent.
Avant la Première Guerre mondiale, l'Armée indienne compte 155 000 soldats. En novembre 1918, ils sont 573 000. Pendant la guerre, 140 000 Indiens sont sur le front en France et en Belgique, et 700 000 autres se battent au Proche-Orient. Des « troupes du service impérial » en provenance des États princiers servent également pendant la Grande Guerre. Pendant la Seconde Guerre mondiale, l'Armée indienne est la plus grande armée de volontaires au monde avec 2,5 millions de soldats. 87 000 Indiens sont tués pendant ce conflit.
Lors de la partition des Indes, l'armée est divisée en deux nouvelles armées nationales : l'armée indienne et l'armée pakistanaise.

### Provinces et États princiers
L'Empire des Indes est composé de deux types de territoires : l'« Inde britannique » (« British India »), c'est-à-dire les territoires soumis à l'administration directe des Britanniques et organisés en provinces, et les États princiers (« Native States » ou « Princely States »), c'est-à-dire les États sur lesquels la Couronne britannique exerce sa suzeraineté.

#### Présidences et provinces
Les présidences puis provinces sont les régions de l'Empire directement administrées par les Britanniques. Au début du XXe siècle, il existe huit provinces majeures, dirigées par un gouverneur (Governor) ou un lieutenant-gouverneur (Lieutenant-Governor), et cinq provinces moins importantes dirigées par un commissaire en chef (Chief Commissioner).
| Province                               | Superficie en km2 | Population en 1901 (en millions) | Administrateur                                                               |
| -------------------------------------- | ----------------- | -------------------------------- | ---------------------------------------------------------------------------- |
| Assam                                  | 130 000           | 6                                | Commissaire en chef                                                          |
| Bengale                                | 390 000           | 75                               | Lieutenant-gouverneur                                                        |
| Bombay                                 | 320 000           | 19                               | Gouverneur                                                                   |
| Birmanie                               | 440 000           | 9                                | Lieutenant-gouverneur                                                        |
| Provinces centrales                    | 270 000           | 13                               | Commissaire en chef                                                          |
| Madras                                 | 370 000           | 38                               | Gouverneur                                                                   |
| Pendjab                                | 250 000           | 20                               | Lieutenant-gouverneur                                                        |
| Provinces unies                        | 280 000           | 48                               | Lieutenant-gouverneur                                                        |
| Province de la Frontière du Nord-ouest | 41 000            | 2,1                              | Commissaire en chef                                                          |
| Baloutchistan britannique              | 120 000           | 0,3                              | Agent politique britannique au Baloutchistan, commissaire en chef ex officio |
| Coorg                                  | 4 100             | 0,2                              | Résident britannique à Mysore, commissaire en chef ex officio                |
| Ajmer-Merwara                          | 7 000             | 0,5                              | Agent politique britannique au Rajputana, commissaire en chef ex officio     |
| Îles Andaman-et-Nicobar                | 78 000            | 0,03                             | Commissaire en chef                                                          |
| Total                                  | 3 393 000         | 231                              | -                                                                            |

De 1905 à 1911, le Bengale est divisé en deux et une nouvelle province, l'Assam-et-Bengale-oriental, est créée, dirigée par un lieutenant-gouverneur. En 1911, le Bengale-oriental est réuni au Bengale et les nouvelles provinces à l'est sont l'Assam, le Bengale, le Bihar et l'Orissa. À la veille de l'Indépendance en 1947, les Indes comptent dix-sept provinces. Au moment de la partition, onze provinces rejoignent l'Inde (Ajmer-Merwara-Kekri, îles Andaman et Nicobar, Bihar, Bombay, Provinces centrales et Berar, Coorg, Delhi, Madras, Panth-Piploda, Orissa et les Provinces unies), trois le Pakistan (Baloutchistan, Frontière du Nord-ouest et Sind) et trois sont divisées entre l'Inde et le Pakistan (Assam, Bengale et Pendjab).

#### États princiers

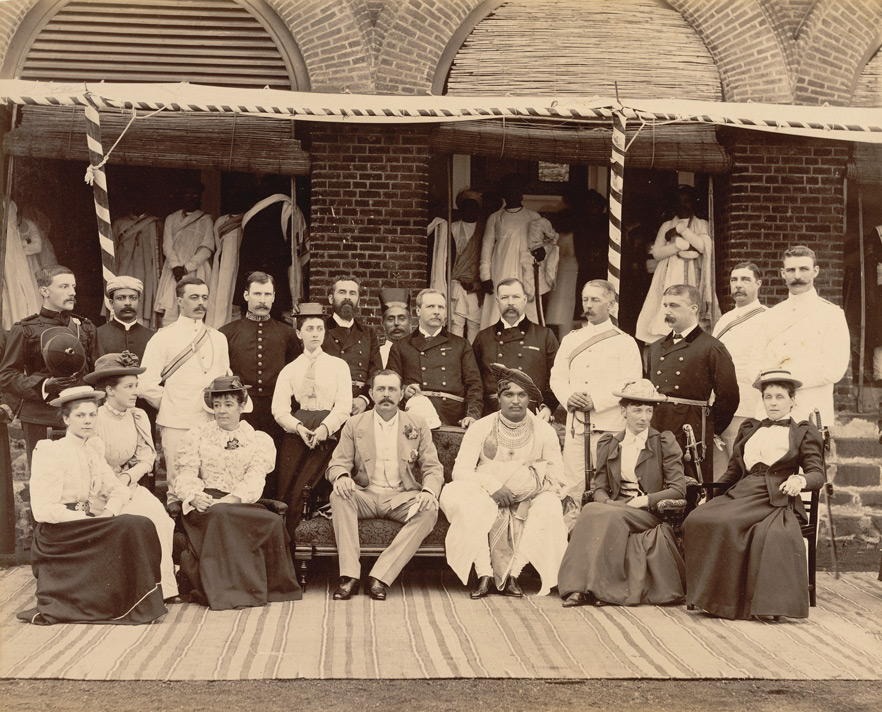
Shahaji II Bhonsle, maharaja de Kolhapur, en visite auprès du résident britannique.

Au sein de l'Empire, un État princier est une entité nominalement souveraine dotée d'un dirigeant indien sujet à une alliance avec la Couronne britannique. Au moment de l'Indépendance de l'Inde et du Pakistan en août 1947, il y avait 565 États princiers dirigés par des Thakurs, des Rajas ou des Nawabs. Les plus importants d'entre eux signent des traités avec la Grande-Bretagne établissant des droits et pouvoirs importants pour leurs princes. Bien que ne faisant pas théoriquement partie de l'Inde britannique, la politique extérieure, la défense et la plupart des communications des États princiers sont sous le contrôle des Britanniques. Les Britanniques exercent également une large influence sur les affaires internes des États, notamment en reconnaissant ou pas les titres des princes. La plupart des États princiers sont très petits et ce sont les Britanniques qui exercent le gouvernement. Plus de deux cents États ont une superficie de moins de 25 km2.
La Couronne britannique est représentée dans les États par des agents ou résidents. Le vice-roi exerce directement la suzeraineté sur les princes les plus importants (nizam d'Hyderabad, maharajas de Mysore, Gwalior, Jammu-et-Cachemire et Baroda), les autres princes étant sous la surveillance de l'Agence du Rajputana, de l'Agence de l'Inde centrale (dirigées par des représentants du vice-roi) ou des autorités provinciales. Une Chambre des princes est créée par proclamation royale en 1920 comme lieu de discussions des princes et de dialogue avec le gouvernement. Elle ne se réunit habituellement qu'une fois par an, sous la présidence du vice-roi, avec un comité permanent plus restreint. En 1947, la plupart des États princiers signent des Instruments d'accession à l'Inde. Toutefois, la principauté d'Hyderabad est annexée militairement par l'Inde en 1948. Le Manipur et le Tripura rejoignent l'Inde après cette action militaire. Le maharaja du Jammu-et-Cachemire refuse d'intégrer un des nouveaux dominions jusqu'à ce que la menace d'une invasion par le Pakistan le pousse à rejoindre l'Inde.

## Histoire

### 1858-1880, instauration du Raj et développement colonial

#### Réformes
Après la révolte des cipayes en 1857, le Parlement britannique décide de dissoudre la Compagnie britannique des Indes orientales et de transférer la gestion de l'Inde à la Couronne. Cette reprise en main concerne d'abord l'armée : les unités composées de soldats musulmans ou brahmanes d'Uttar Pradesh, qui ont formé le cœur de la rébellion, sont dissoutes et les régiments indiens sont privés de leur artillerie. À l'inverse, de nouveaux régiments de sikhs et Baloutches, considérés par les Britanniques comme fiables, sont créés. Le nombre d'unités composées uniquement de Britanniques est doublé. La nouvelle organisation de l'armée reste pratiquement inchangée jusqu'en 1947. Les paysans, qui avaient bénéficié d'importantes réformes agraires dans les Provinces unies, sont considérés comme peu loyaux car nombre d'entre eux ont soutenu leurs anciens propriétaires contre les Britanniques pendant la rébellion. En conséquence, plus aucune réforme agraire n'est entreprise pendant les 90 ans qui suivent : le Bihar et le Bengale notamment restent l'apanage des grands propriétaires terriens. À l'inverse, les États princiers, dont la majorité a soutenu les Britanniques en 1857, sont considérés comme fidèles et se voient accorder le droit de signer des traités individuels avec la Couronne.
L'administration de l'Inde est confiée à l'Indian Civil Service, un corps de fonctionnaires qualifiés et professionnels, dans le but d'éviter la corruption à l'œuvre au sein de l'ancienne Compagnie des Indes. Dans les années qui suivent 1858, les Britanniques entreprennent également un certain nombre de réformes législatives. Dans les années 1860-1880, le Raj crée un registre obligatoire des naissances, morts, mariages, adoptions, changements de propriétés et testaments. Le premier recensement indien est conduit en 1871 et 1872, inventoriant castes, religions, métiers, éducation et infirmités de la population. Ces réformes et l'application des lois hindoues par les tribunaux britanniques aboutissent parfois à restreindre les droits des femmes, prises dans les structures rigides de la religion, de la caste ou de la coutume, auxquelles vient s'ajouter la morale victorienne. Ainsi, leurs droits d'héritage ou de propriété sont limités par les lois anglaises et les jugements de justice réduisent les droits à l'héritage des secondes épouses et de leurs enfants.
Des milliers d'écoles primaires et secondaires sont ouvertes, la plupart uniquement pour les garçons, alors que les universités de Calcutta, Bombay et Madras avaient été ouvertes en 1857, juste avant la rébellion. En 1890, l'Inde compte environ 60 000 diplômés. Cette politique contribue à créer une bureaucratie qualifiée et efficace qui alimente l'Indian Civil Service. Le programme des écoles, collèges et universités suit les standards britanniques, y compris l'histoire européenne et la culture britannique, ce qui n'empêche pas les organisations étudiantes de devenir des bastions indépendantistes à partir des années 1920.

#### Développement économique

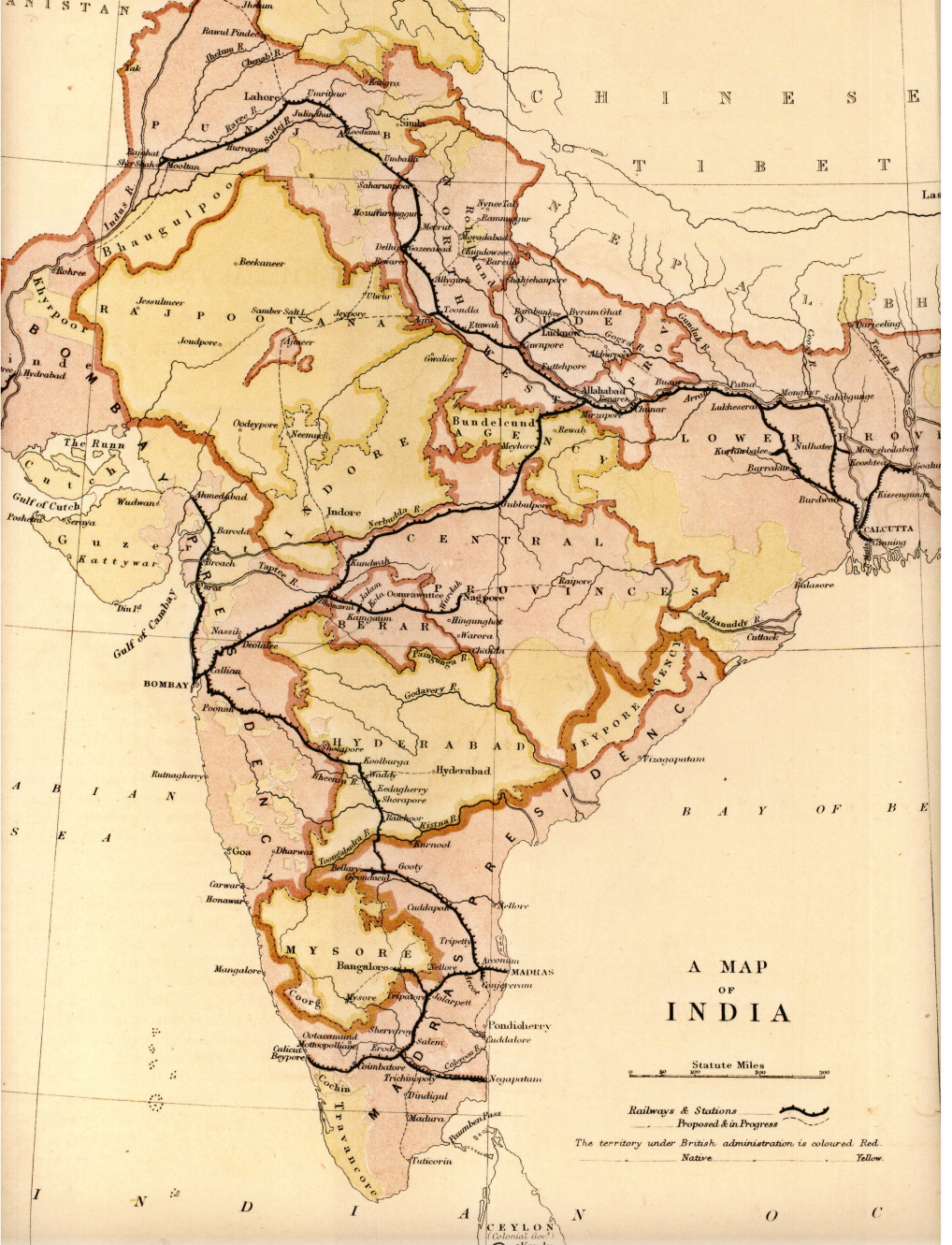
Le réseau ferroviaire de l'Inde en 1871, toutes les grandes villes, Calcutta, Bombay et Madras, ainsi que Delhi, sont connectées.

La Compagnie des Indes orientales puis le gouvernement colonial encouragent la construction de nombreuses lignes de chemin de fer. Le réseau, le quatrième du monde à la fin du XIXe siècle, est construit et géré par des entreprises privées : ses administrateurs et ingénieurs sont britanniques et, au début, les Indiens n'occupent que des postes non qualifiés. Dès 1854, le gouverneur général Lord Dalhousie établit un plan de construction de grandes lignes connectant les principales régions d'Inde. Les investissements privés, garantis par le gouvernement, affluent et le réseau s'étend rapidement, alors que certains États princiers construisent également leurs propres lignes. Le réseau passe ainsi de 1 349 km en 1860 à 25 495 km en 1880, construit principalement en étoile à partir des grands ports de Bombay, Madras et Calcutta.
L'industrie se développe également. Jamsetji Tata lance la Central India Spinning, Weaving, and Manufacturing Company à Bombay en 1877. Toutefois, l'économie indienne ne croît que de 1 % par an de 1880 à 1920, suivant la progression de la population et n'améliorant pas le revenu par habitant, alors que les coûts de la vie augmentent. L'agriculture demeure largement dominante et la création d'importants réseaux d'irrigation oriente la production de jute, coton, sucre de canne, café et thé vers l'exportation. La production d'opium est très importante ; le monopole du Raj sur l'opium lui assure 14 % de son budget en 1880.
Si leur situation n'est pas désastreuse en général, la plupart des paysans restent à un niveau de subsistance parfois rompu par des famines, celles de 1876-1878 et de 1899-1900 en particulier, faisant vingt à vingt-cinq millions de morts.

### 1880-1914, premiers mouvements politiques indiens

#### Création du Congrès national indien

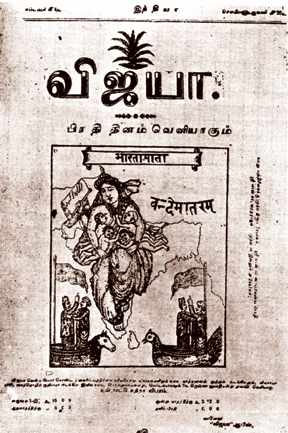
Couverture du magazine tamoul Vijaya en 1909 : la Mère Inde avec sa progéniture et le cri de ralliement Vande mataram.

À partir des années 1880 se développe une petite classe moyenne indienne, éduquée et souvent employée dans l'administration coloniale. Elle commence à s'intéresser à la politique dans un contexte où une autre colonie britannique, le Canada, se voit accorder le statut de dominion avec des institutions démocratiques indépendantes et où des orientalistes comme Monier Monier-Williams et Max Müller présentent dans leurs travaux l'Inde ancienne comme une grande civilisation. Dans le même temps, des incidents rappellent les discriminations raciales dont sont victimes les Indiens de la part des Britanniques et de l'administration, comme l'utilisation de troupes indiennes lors de campagnes impériales (seconde guerre anglo-afghane) ou des tentatives de contrôle sur la presse en langue vernaculaire (Vernacular Press Act de 1878). La décision du vice-roi Lord Ripon de revenir partiellement sur la loi Ilbert (Ilbert Bill) de 1883, qui accordait un statut égal aux juges indiens et britanniques dans la présidence du Bengale, transforme le mécontentement en action politique. Le 28 décembre 1885, des travailleurs et intellectuels issus de la nouvelle classe moyenne — pour la plupart éduqués dans les universités fondées par les Britanniques comme celles de Bombay, Calcutta et Madras et familiers des idées des philosophes politiques britanniques — se réunissent à Bombay. Au nombre de 70, ils fondent le Congrès national indien. Womesh Chandra Bonerjee est élu premier président. Le Congrès est alors composé d'une élite indienne occidentalisée, sans l'objectif d'en élargir la base.
Pendant la même période, des propositions de réformes sociales sont mises en avant. L'érudite et poète Pandita Ramabai Medhavi s'engage pour l'émancipation des femmes et la cause du remariage des veuves, particulièrement des veuves brahmanes, avant de se convertir au christianisme. À partir de 1900, le mouvement de réforme s'ancre au sein du Congrès national indien. Gopal Krishna Gokhale fonde la Société des Servants de l'Inde, qui milite pour des réformes législatives (par exemple l'autorisation du remariage des jeunes veuves hindoues) et dont les membres font vœu de pauvreté et travaillent parmi les Intouchables. Un fossé se creuse cependant entre les modérés, dont Gokhale, qui minorent l'importance du militantisme, et les nouveaux « extrémistes » qui considèrent que la poursuite de réformes sociales détourne du nationalisme. Parmi ces derniers, Bal Gangadhar Tilak mobilise les Indiens autour d'une identité explicitement hindoue.

#### Partition du Bengale et création de la Ligue musulmane
Le vice-roi George Curzon (1899-1905) met en place un certain nombre de réformes administratives. En 1905, il décide de diviser en deux la province la plus importante, la présidence du Bengale : le Bengale-oriental à majorité musulmane, et le Bengale-occidental à majorité hindoue. Cette décision, perçue comme communautariste, est très mal reçue. L'élite hindoue du Bengale, parmi laquelle beaucoup de propriétaires louent des terres à des paysans musulmans, proteste. La classe moyenne bengalie (les Bhadraloks) craint d'être mise en minorité dans la nouvelle province par les Biharis et les Oriyas et ressent cette décision comme une punition contre son activisme politique. Une campagne est mise en place autour du Swadeshi (« acheter indien ») et du boycott des biens britanniques.
L'agitation s'étend à partir de Calcutta aux autres régions du Bengale quand les étudiants rentrent dans les villages auprès de leur famille. Quelques-uns s'engagent dans le terrorisme, avec peu de succès en raison d'un intense travail de la police. Le mouvement Swadeshi handicape lourdement les importations de textile britannique : bien que plus cher et moins confortable que son concurrent du Lancashire, le tissu indien devient une marque de fierté nationale. Toutefois, les protestations hindoues contre la partition du Bengale et le fait qu'elles s'organisent autour de la symbolique de la déesse Kali conduisent l'élite musulmane indienne à créer en 1906 la Ligue musulmane. Celle-ci est en faveur de la partition car elle crée une majorité musulmane dans la province orientale ce qui permettrait aux musulmans d'accéder plus facilement à des responsabilités politiques.
En 1909, les réformes Morley-Minto (du nom de John Morley, Secrétaire d'État à l'Inde, et du comte de Minto, vice-roi) accordent aux Indiens un rôle limité dans les législatures centrale et provinciales. La communauté musulmane reçoit un électorat séparé et une double représentation. La partition du Bengale est annulée en 1911. La nouvelle est annoncée lors du durbar de Delhi au cours duquel le roi George V est couronné Empereur des Indes. Il y annonce également le transfert de la capitale du Raj de Calcutta à Delhi.

### 1914-1918, l'Inde dans la Grande Guerre

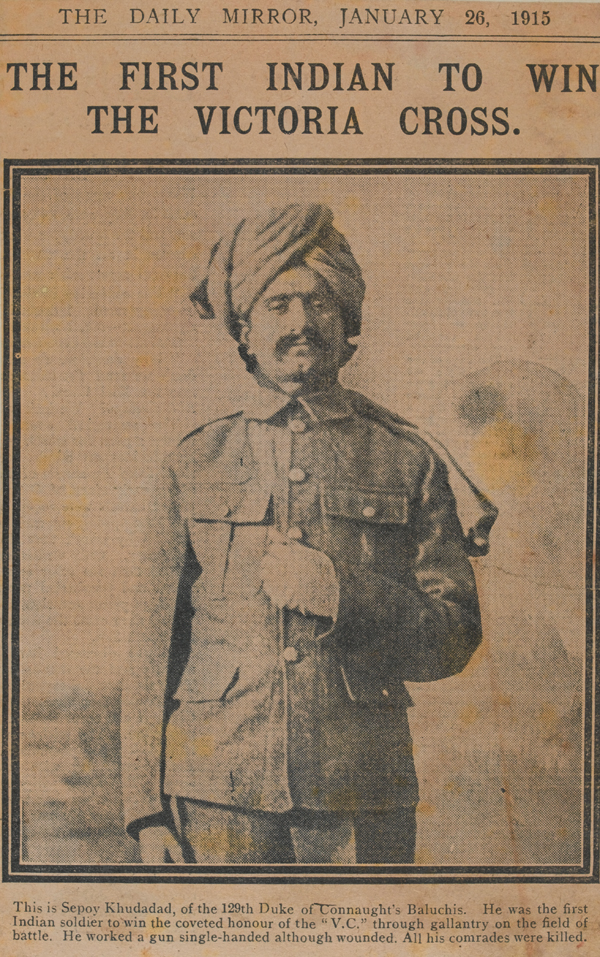
Khudadad Khan, le premier Indien à recevoir la Croix de Victoria.

Dès le déclenchement de la Première Guerre mondiale, le gouvernement impérial indien annonce qu'il peut fournir deux divisions et une brigade de cavalerie, plus une division supplémentaire en cas d'urgence. Finalement, environ 1,4 million d'Indiens et de soldats britanniques de l'Armée britannique des Indes participent à la guerre, principalement en Irak et au Moyen-Orient. La participation des Indiens a de fortes répercussions sur l'imaginaire collectif, notamment grâce à la presse qui raconte la bravoure des soldats de l'Empire aux côtés des Britanniques. L'Inde occupe par la suite une place plus importante sur la scène internationale : elle devient membre fondateur de la Société des Nations en 1920 et participe aux Jeux olympiques de 1920 à Anvers sous le nom « Indes anglaises ».
La guerre conduit également les leaders politiques indiens à demander plus d'autonomie. Par exemple, en 1917, au sein du Conseil législatif impérial, Madan Mohan Malaviya, parlant des attentes créées par la guerre en Inde, déclare : « Je m'aventure à dire que la guerre nous a fait avancer [...] de cinquante ans [...]. [Les] réformes après la guerre devront être à même [...] de satisfaire les aspirations de son peuple [de l'Inde] à prendre sa part légitime dans l'administration de leur propre pays,. »

#### Pacte de Lucknow etHome Rule Leagues
Au sein du Congrès, après la division de 1906 entre les modérés et les extrémistes, l'activité politique est restée limitée jusqu'en 1914, date à laquelle Bal Gangadhar Tilak sort de prison. En 1915, un accord est trouvé avec les modérés Gopal Krishna Gokhale et Pherozeshah Mehta qui permet au groupe de Tilak de réintégrer le Congrès. En 1916, le parti est réuni en session à Lucknow et les partisans de Tilak réussissent à faire adopter une résolution plus radicale demandant aux Britanniques de déclarer que leur « objectif et intention [...] est d'accorder l'autonomie à l'Inde au plus tôt »,. La session de 1916 est également l'occasion d'un rapprochement entre le Congrès et la Ligue musulmane, notamment en raison du conflit entre le Royaume-Uni et l'Empire ottoman dont le calife est gardien des sites sacrés musulmans. Le Pacte de Lucknow est l'occasion pour la Ligue de rejoindre la proposition du Congrès pour une plus grande autonomie ; en retour, le Congrès accepte la création d'électorats séparés pour les musulmans dans les législatures provinciales et au Conseil législatif impérial.
En 1916 également sont fondées deux Home Rule Leagues au sein du Congrès par Tilak et Annie Besant, réunies à la fin de l'année dans la All-India Home Rule League. Annie Besant notamment souhaite démontrer la supériorité de cette nouvelle forme d'organisation, qui a alors un certain succès en Irlande, sur la violence politique qui a agité le sous-continent entre 1907 et 1914. La ligue de Tilak se concentre sur l'ouest de l'Inde et celle de Besant sur la présidence de Madras, le Sind et le Gujarat, alors terre de mission pour le Congrès. Les deux ligues, par leur communication politique et notamment des journaux, affiches, tracts, chansons politico-religieuses, réussissent à attirer de nouvelles personnes et notamment, parmi les non-Brahnes, commerçants, fermiers, étudiants et petits fonctionnaires. Les autorités britanniques réagissent en imposant des restrictions aux ligues, comme l'interdiction de meetings étudiants et l'interdiction de voyager dans certaines provinces pour Tilak et Besant.

#### Retour de Gandhi en Inde

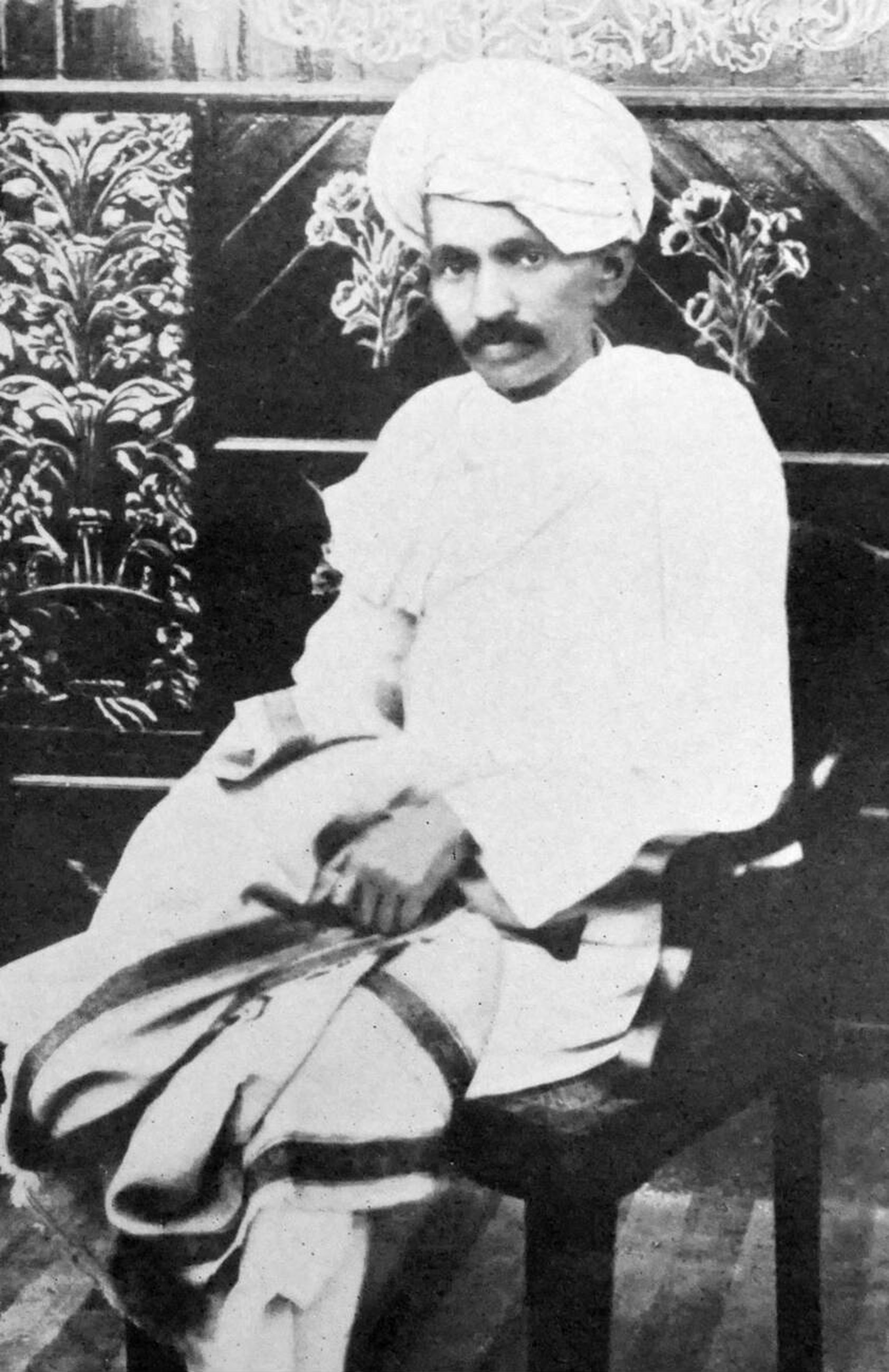
Gandhi, en 1918.

Mohandas Karamchand Gandhi rentre en Inde en 1915. Déjà connu pour ses activités en faveur des droits des Indiens en Afrique du Sud, Gandhi suit le conseil de son mentor Gopal Krishna Gokhale et choisit de ne faire aucune déclaration publique pendant la première année de son retour et au contraire de voyager, pour observer le pays, et écrire. Pendant ses années en Afrique du Sud, Gandhi, avocat de formation, a représenté la communauté indienne en théorisant une technique de résistance non-violente face à l'autorité coloniale. Il baptise cette stratégie Satyagraha (ou Lutte pour la Vérité). Pour Gandhi, la Satyagraha est différente de la résistance passive : il s'agit du « dernier recours pour ceux assez forts dans leur engagement en faveur de la vérité pour souffrir pour sa cause »,. Autre pilier de la pensée de Gandhi développée en Afrique du Sud, dans l'essai Hind Swaraj (1909), le Swaraj ou « gouvernement par soi-même » repose sur trois aspects : la solidarité entre les Indiens de différentes confessions, en particulier les hindous et les musulmans ; la fin de l'intouchabilité ; le swadeshi ou boycott des biens manufacturés à l'étranger et la redynamisation de l'industrie villageoise. Jusque dans les années 1920, la présence britannique en Inde n'est pour Gandhi pas le principal obstacle au Swaraj, mais plutôt l'incapacité des Indiens à créer une société moderne.
En 1917, Gandhi fait son retour sur la scène politique indienne au Bihar : il y est invité par un groupe de fermiers forcés depuis plusieurs années à planter de l'indigo et à le vendre à des prix en dessous du marché aux Britanniques qui leur louent la terre. Gandhi, rejoint par Rajendra Prasad, se voit ordonner de quitter la région par les autorités locales mais refuse. Le vice-roi à Delhi, attentif à maintenir le calme pendant la guerre, obtient la levée de l'ordre d'expulsion et les Britanniques finissent par céder aux demandes des fermiers. Gandhi multiplie ce type d'actions de Satyagraha : par une grève de la faim à Ahmedabad en soutien aux ouvriers textiles, à Kaira en donnant par sa présence une plus grande publicité à la lutte des paysans locaux.

#### Ouverture et répression
L'agitation politique et la poursuite de la guerre poussent les Britanniques à accorder des concessions. En août 1917, le secrétaire d'État libéral Edwin Montagu annonce l'objectif « d’accroître la participation des Indiens dans chaque branche de l'administration et le développement graduel d'institutions autonomes »,. Bien que ces avancées soient limitées, c'est la première fois que les Britanniques proposent une forme de gouvernement représentatif dans une colonie non blanche. Toutefois, l'adoption en 1915 du Defence of India Act autorise le gouvernement colonial à interner les dissidents politiques sans procès ou à censurer la presse. C'est grâce à cette loi que sont notamment emprisonnés les frères Ali en 1916 ou Annie Besant en 1917.

### 1918-1939, prise d'ampleur du mouvement indépendantiste et réformes politiques

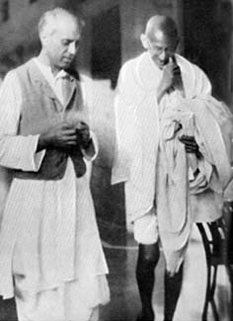
Nehru et Gandhi en 1929.

#### Government of India Actde 1919
Le Government of India Act de 1919 élargit les pouvoirs des législatures provinciales et impériale. Bien que des départements ministériels comme la défense, les affaires étrangères, la loi pénale, les communications ou les impôts restent l'apanage du vice-roi, d'autres domaines comme la santé publique, l'éducation, les gouvernements locaux sont transférés aux provinces. Les provinces sont administrées selon un système dit de dyarchie : des domaines comme l'éducation, l'agriculture, le développement des infrastructures ou les gouvernements locaux relèvent de ministres et législatures indiens, et donc des électeurs indiens ; d'autres comme l'irrigation, les taxes foncières, la police, les prisons et le contrôle des médias restent réservés aux gouverneurs britanniques et leurs conseils exécutifs. Un plus grand nombre d'Indiens ont alors le droit de vote, mais au niveau national, ils ne représentent que 10 % de la population masculine. Dans les législatures provinciales, les Britanniques continuent d'avoir un certain contrôle en réservant des sièges à certains intérêts ou en favorisant des candidats ruraux moins revendicatifs. Le principe de représentation communautaire, initié par la réforme Minto-Morley et approuvé par le Pacte de Lucknow, est réaffirmé avec des sièges réservés pour les musulmans, les sikhs, les chrétiens, les Anglo-Indiens, les Européens à la fois au niveau provincial et au niveau central.
Les réformes de 1919, bien que les plus avancées, offrent toutefois aux Indiens des pouvoirs très limités. Annie Besant exprime le sentiment des leaders politiques indiens en dénonçant ces réformes comme « indignes à offrir pour l'Angleterre et à accepter pour l'Inde ». Le mouvement indépendantiste continue par ailleurs d'être réprimé (Rowlatt Act passé le 18 mars). En 1919, après plusieurs jours d'agitation, le brigadier-général Reginald Dyer interdit les réunions publiques dans la ville à majorité sikhe d'Amritsar. Le 13 avril 1919, il fait tirer sans sommation sur un rassemblement non armé d'hommes, de femmes et d'enfants. Le massacre d'Amritsar fait 379 morts et 1 100 blessés selon le gouvernement. Dyer est relevé de ses fonctions mais devient un héros en Grande-Bretagne parmi les personnes en lien avec le Raj.

#### Mouvement de non-coopération et marche du sel

Gandhi pendant la marche du sel.

En 1920, Gandhi lance sa campagne de non-coopération : il appelle les Indiens à renvoyer les médailles et décorations britanniques, à démissionner de la fonction publique et à boycotter les biens britanniques. Dans le même temps, il réorganise largement le Congrès national indien pour le transformer en un véritable mouvement de masse, ouvrant l'adhésion même aux Indiens les plus pauvres. Le succès de ce mouvement non violent est une surprise pour les Britanniques. Toutefois, le 5 février 1922, une manifestation du mouvement de non-coopération à Chauri Chaura tourne mal et fait plusieurs morts. Gandhi suspend alors le mouvement. Il est arrêté et condamné à six ans de prison. Il est libéré deux ans plus tard, en 1924.
En 1928, la Commission Simon visite l'Inde afin d'envisager de possibles réformes institutionnelles. Cette visite est l'occasion de grandes manifestations à travers le pays. Le 26 janvier 1930 à Lahore, lors de sa session annuelle, le Congrès présidé par Jawaharlal Nehru adopte une déclaration demandant le Purna Swaraj, c'est-à-dire l'indépendance complète. Le 12 mars de la même année, Gandhi entame la marche du sel afin d'encourager les Indiens à violer le monopole d'État sur le sel : il parcourt 386 km à pied jusqu'à l'océan Indien où, avec plusieurs milliers de partisans, il récolte du sel. L'exemple est suivi à travers le pays et les Britanniques mettent plus de 60 000 personnes en prison, dont Gandhi lui-même.

#### Conférences de la table ronde

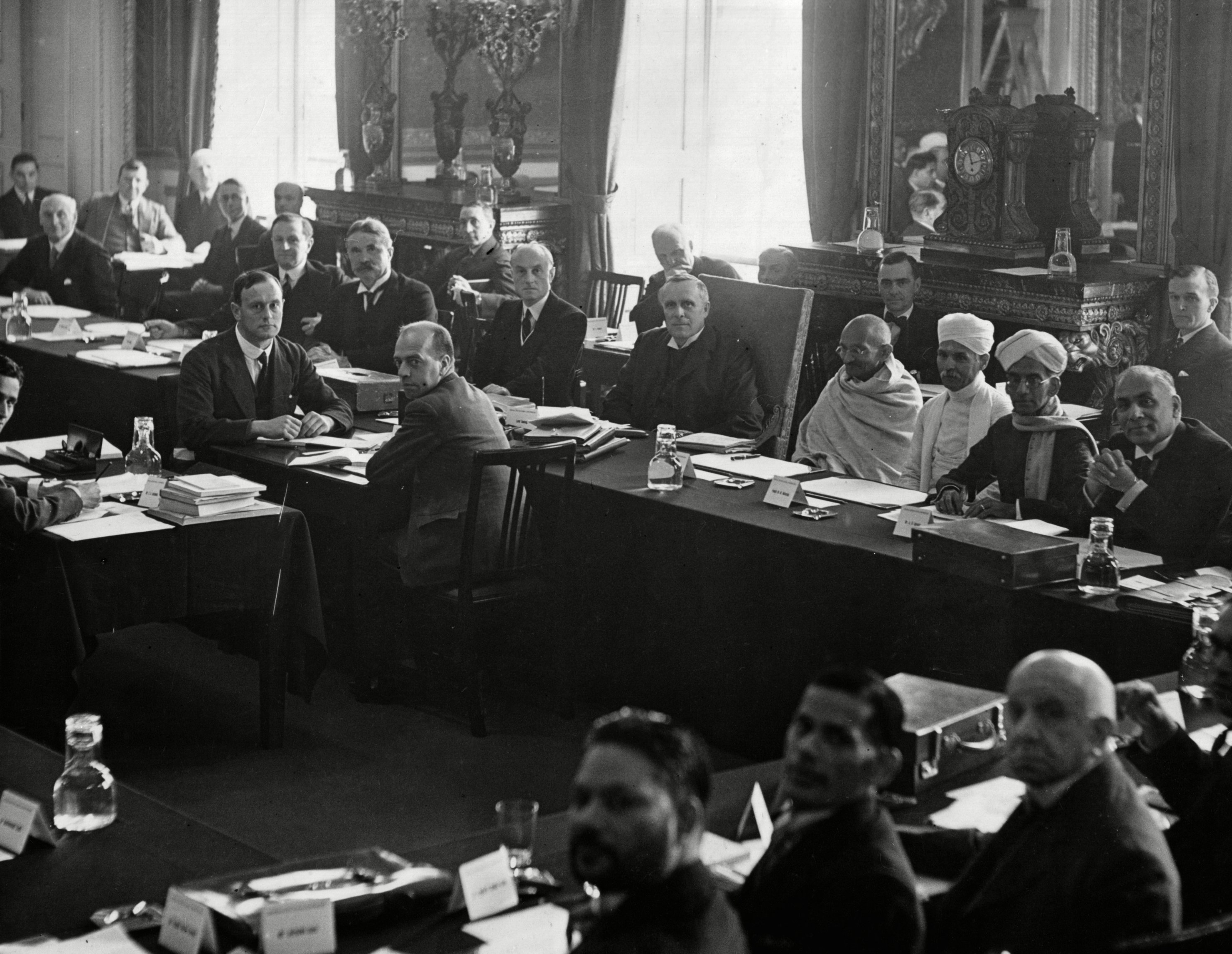
La seconde conférence de la table ronde.

Face à la montée du mouvement indépendantiste, le gouvernement britannique réunit en novembre 1930 une première conférence de la table ronde. Le Congrès, dont une partie des leaders est en prison, n'y participe pas. Peu d'avancées ont lieu. Bhimrao Ramji Ambedkar y fait la demande de la création d'électorats séparés pour les Intouchables (Dalits). Le 5 mars 1931, Gandhi et le vice-roi Lord Irwin s'accordent sur un pacte : le Congrès met fin au mouvement de désobéissance civile et participe à la prochaine conférence de la table ronde, en échange de quoi la taxe sur le sel est abolie et les militants du Congrès sont libérés.
Gandhi représente le Congrès à la seconde conférence de la table ronde, de septembre à décembre 1931 à Londres. Le Congrès, qui entend représenter l'ensemble des Indiens, ne parvient toutefois pas à s'entendre avec les représentants musulmans et dalits conviés par les Britanniques. L'arbitrage communautaire rendu à l'issue de la conférence par le Premier ministre britannique Ramsay MacDonald, qui tend à créer des électorats séparés (hautes castes, basses castes, musulmans, bouddhistes, sikhs, chrétiens indiens, Anglo-Indiens, Européens et Dalits), est refusé par Gandhi qui engage une grève de la faim en septembre 1932. Mis sous pression, Ambedkar signe un accord avec Gandhi, le Pacte de Poona : il n'y a finalement qu'un seul électorat hindou — la principale revendication de Gandhi — et certaines circonscriptions sont réservées à des candidats dalits. Une troisième conférence de la table ronde se tient à la fin de l'année 1942.

#### Government of India Actde 1935
L'opinion des classes dirigeantes évolue beaucoup pendant cette période. Les travaillistes sont par principe hostiles à la colonisation, les libéraux et une bonne partie des conservateurs considèrent désormais que le maintien du Raj sous domination britannique est un fardeau financier tandis que l'intérêt économique est discutable. Enfin, les sentiments pacifistes et anti-impérialistes se sont diffusés dans toutes les classes sociales. Un homme comme Winston Churchill, favorable au Raj intégral, apparait de plus en plus isolé.
Après les conférences de la table ronde, le parlement britannique adopte le Government of India Act de 1935. Cette loi permet la création d'assemblées législatives indépendantes dans toutes les provinces, la création d'un gouvernement central avec à la fois les provinces et les États princiers et la protection des minorités musulmanes. Dans le même temps, la loi divise l'électorat en dix-neuf catégories religieuses et sociales (musulmans, sikhs, chrétiens, propriétaires, commerce et industrie, etc.) et chacune reçoit une représentation séparée dans les assemblées législatives provinciales : un électeur ne peut voter que pour un candidat de sa catégorie.
La loi prévoit plus d'autonomie pour les provinces et la création d'un parlement national et d'un exécutif sous le nom de « Fédération ». Les princes empêchent toutefois l'application de cette dernière disposition. Des élections provinciales ont lieu en 1937 pour lesquelles le Congrès lance un vaste mouvement de recrutement : ses adhérents passent de 473 000 en 1935 à 4,5 millions en 1939. Le parti remporte les élections dans sept des onze provinces. Le succès populaire du Congrès surprend les Britanniques, qui voyaient le parti comme un mouvement élitiste.

### 1939-1945, l'Empire et la Seconde Guerre mondiale
Après le déclenchement de la Seconde Guerre mondiale en 1939, le vice-roi Lord Linlithgow déclare la guerre au nom de l'Inde, sans consulter aucun dirigeant indien. Les ministres du Congrès au sein des gouvernements provinciaux démissionnent en signe de protestation. La Ligue musulmane, au contraire, soutient la Grande-Bretagne et se maintient au gouvernement dans les provinces du Bengale, du Sind et du Pendjab. Les effectifs de l'Armée indienne sont multipliés par dix pour atteindre deux millions d'hommes à la fin de la guerre,. Les soldats indiens jouent un rôle majeur dans de nombreuses campagnes, notamment au Moyen-Orient et en Afrique du Nord. 24 000 sont tués, 64 000 blessés, 12 000 disparus et 60 000 capturés à Singapour en 1942,. Londres paie la plupart des coûts de la guerre. De plus, les Britanniques dépensent en Inde de quoi produire des uniformes, des armes et des munitions, ce qui accroit le secteur industriel.
La participation à la guerre est toutefois très contestée par le Congrès. La mission Cripps envoyée en Inde en 1942 pour négocier la coopération des indépendantistes à l'effort de guerre est un échec, car non soutenue par le Premier ministre Winston Churchill. Le Congrès lance en juillet 1942 le mouvement Quit India, demandant le retrait immédiat des Britanniques d'Inde sous peine d'une campagne de désobéissance civile nationale. Le 8 août, l'administration du Raj fait arrêter tous les leaders nationaux, provinciaux ou locaux du Congrès, en gardant des dizaines de milliers prisonniers jusqu'en 1945. Des manifestations d'étudiants puis de paysans ont lieu, particulièrement dans l'est des Provinces unies, le Bihar et le Bengale, mais l'importante présence militaire britannique due à la guerre met fin au mouvement en à peine six semaines.

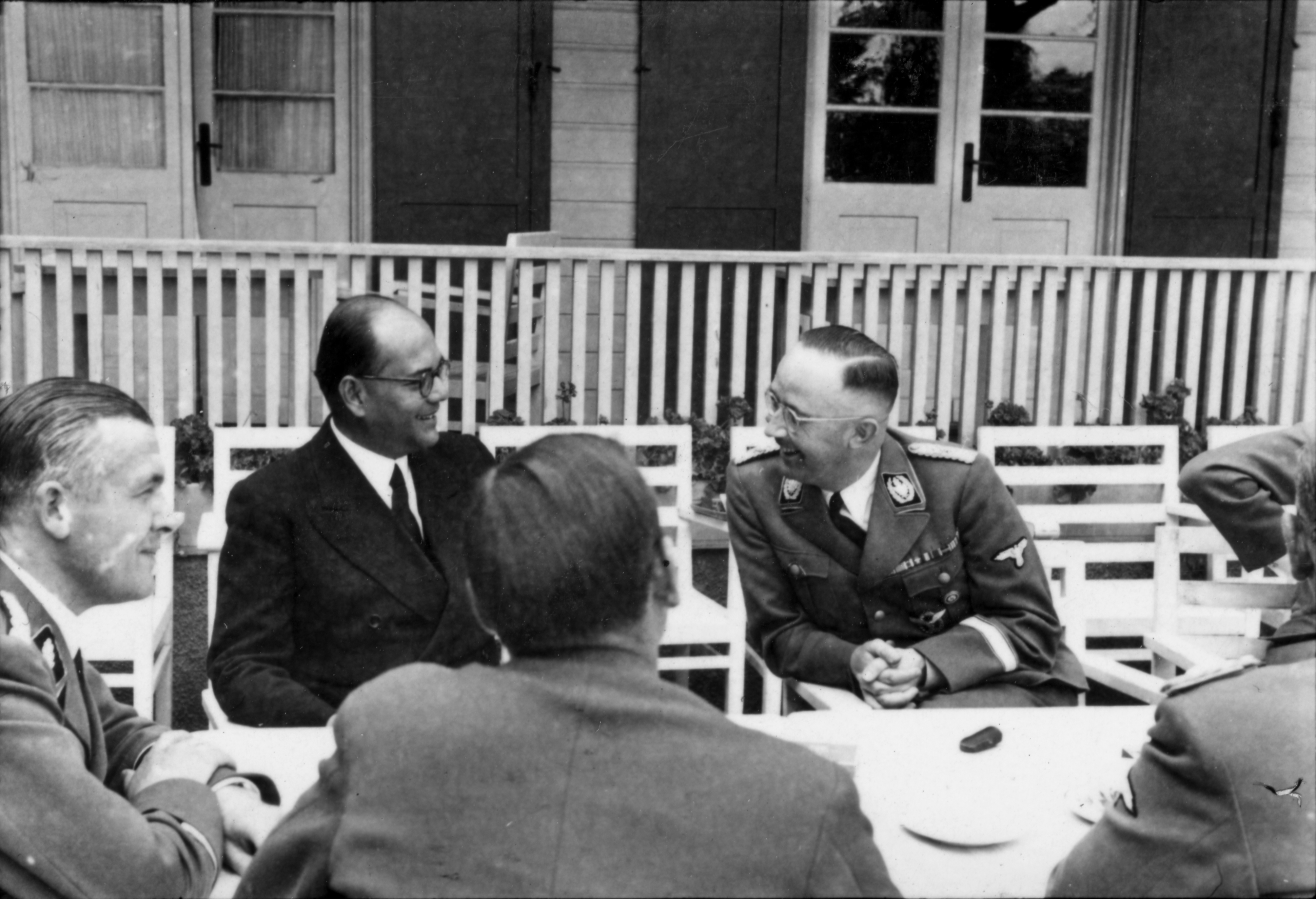
Bose en compagnie de Heinrich Himmler en 1942.

Subhas Chandra Bose, militant du Congrès jusqu'à son exclusion en 1939, est placé sous résidence surveillée mais parvient à s'échapper en 1941. Il rejoint les forces de l'Axe dans l'espoir d'obtenir l'indépendance de l'Inde par la force et, avec le soutien du Japon, crée une Armée nationale indienne puis le Gouvernement provisoire de l'Inde libre. Ses efforts sont anéantis quand les Britanniques repoussent l'opération U-Go et expulsent les Japonais de Birmanie. Bose meurt probablement des suites de brûlure après un accident d'avion à Taïwan.
Plus de trois millions de Bengalais meurent de faim au cours de la famine de 1943. Winston Churchill a ordonné des réquisitions massives de nourritures produites en Inde afin d'approvisionner les troupes britanniques. Selon de nombreux historiens, le gouvernement britannique aurait refusé de reconnaître l'existence d'une famine dans le pays et d'apporter une aide humanitaire. Pendant la famine, l'unique préoccupation de Churchill est d'assurer le bon approvisionnement de l'armée britannique des Indes. Le gouvernement de Delhi a envoyé un télégramme lui peignant une image de la dévastation horrible et du nombre de personnes qui ont trouvé la mort. Sa seule réponse est : « Alors pourquoi Gandhi n'est-il pas encore mort ? ». Il fait part de son mépris pour les Indiens à Leo Amery, secrétaire d'État pour l'Inde et la Birmanie, lui disant : « Je hais les Indiens. C’est un peuple bestial, avec une religion bestiale ». « Famine ou pas famine, les Indiens se reproduisent comme des lapins ».

### 1945-1947, marche vers l'Indépendance

#### Congrès et Ligue musulmane: deux visions de l'Inde

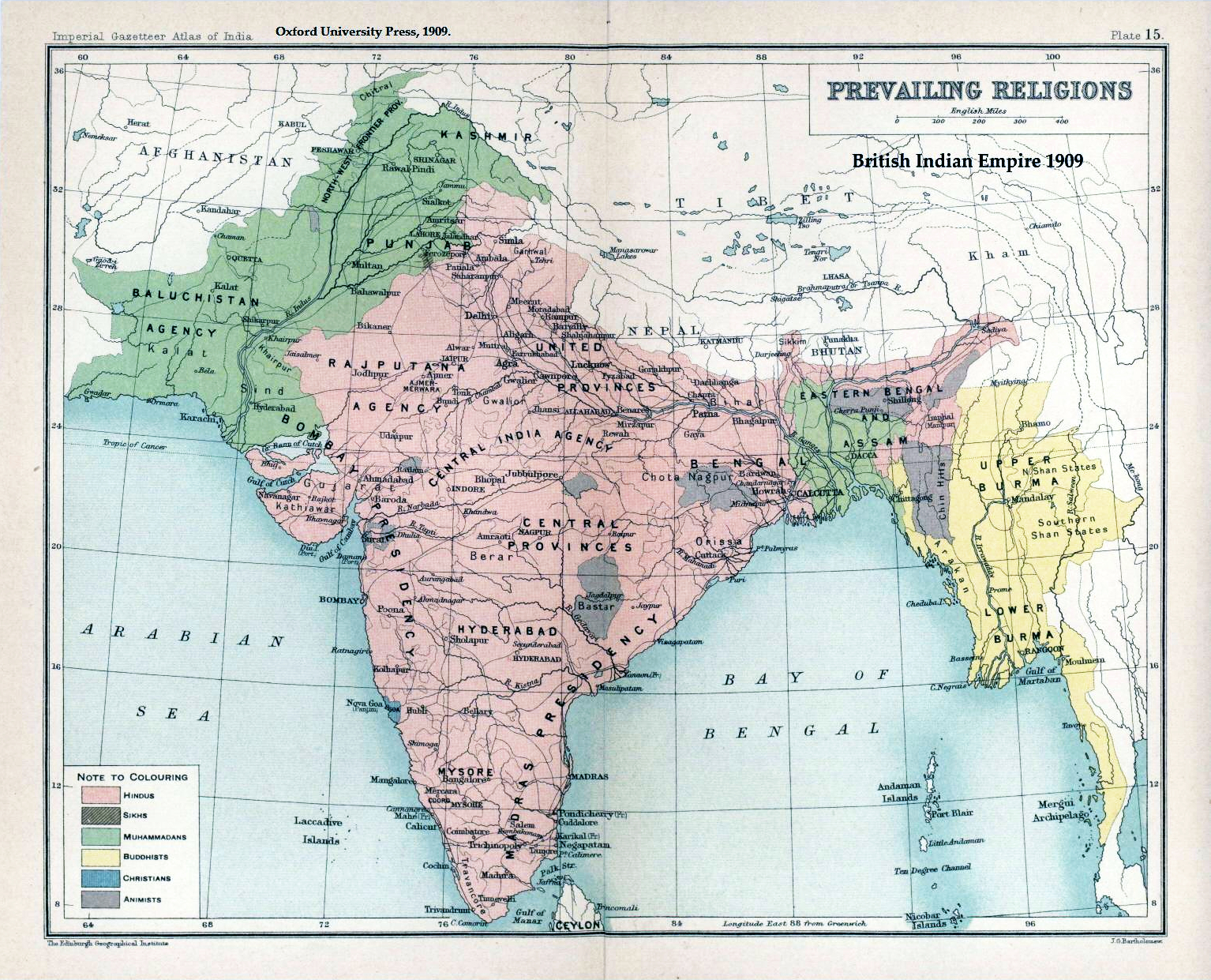
L'Empire des Indes en 1909, avec les religions majoritaires de chaque région.

Le 24 mars 1940, la Ligue musulmane adopte la « résolution de Lahore » dans laquelle elle demande que « les régions dans lesquelles les musulmans sont en majorité, comme dans les zones du nord-ouest et de l'est de l'Inde, soient groupées pour constituer des États indépendants dans lesquels les unités constituantes seront autonomes et souveraines ». Cette revendication est issue d'une longue évolution de la Ligue et des leaders musulmans indiens, en particulier Muhammad Ali Jinnah. Le nom de « Pakistan » apparait pour la première fois dans une « déclaration » de Choudhary Rahmat Ali en 1933. À l'époque, Jinnah et les autres leaders musulmans sont convaincus de la nécessaire unité entre hindous et musulmans, mais le climat politique volatil et la mise sur le côté des musulmans au sein du Congrès national indien, à majorité hindoue, les pousse à défendre plus spécifiquement les intérêts des Indiens musulmans,. La « théorie des deux nations », qui considère que les musulmans et les hindous sont deux nationalités distinctes en Inde et qui a émergé dans la pensée de Syed Ahmad Khan (1817-1898), est reprise par le poète Mohamed Iqbal (1877-1938), qui influence directement Jinnah.
Le 22 mars 1940, à Lahore, Jinnah déclare :

« L'islam et l'hindouisme […] ne sont pas des religions dans le strict sens du terme mais sont, en fait, des ordres sociaux différents et distincts et c'est un rêve de considérer que les hindous et les musulmans puissent un jour évoluer en une nationalité commune. Cette mauvaise conception d'une nation indienne unie pose problème et conduira l'Inde à la destruction si nous échouons à réviser nos conceptions à temps. Les hindous et les musulmans appartiennent à deux philosophies religieuses différentes, deux traditions sociales, deux littératures. Ils ne se marient pas entre eux ni ne dinent ensemble et, en réalité, ils appartiennent à deux civilisations basées sur des idées et des conceptions en conflit. […] Forcer ensemble deux nations dans un État unique, l'une comme minorité l'autre comme majorité, créera du ressentiment et conduira à la destruction finale de toute base qui pourrait servir à construire le gouvernement d'un tel État. »

À l'inverse, le Congrès se veut un parti laïque et s'oppose vigoureusement à un État religieux et à la division de l'Inde. À propos de la « théorie des deux nations », Nehru écrit en 1946 :

« Pourquoi seulement deux [nations], je ne sais pas car si la nationalité est basée sur la religion alors il y a de nombreuses nations en Inde. De deux frères, l'un est hindou et un autre musulman, ils appartiendraient à deux différentes nations. Ces deux nations existent dans des proportions diverses dans la plupart des villages d'Inde. Ce sont deux nations sans frontières, qui se chevauchent. Un musulman bengali et un hindou bengali, vivant ensemble, parlant la même langue et ayant les mêmes traditions et coutumes, appartiennent à deux nations différentes. Tout cela est très difficile à comprendre ; il semblerait que ce soit un retour à quelque théorie médiévale,. »

Alors que les Britanniques sont enclins à considérer la Ligue comme représentante des musulmans, malgré la présence au sein du Congrès de nombreux hommes politiques musulmans (comme Abul Kalam Azad), le Congrès dénonce une tactique visant à « diviser pour mieux régner ».

#### Violences et partition

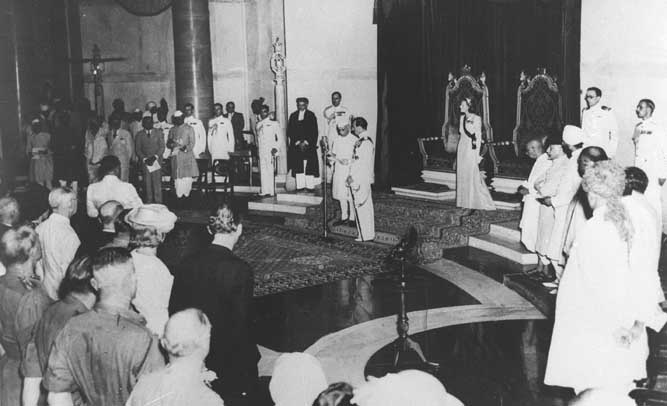
Mountbatten et Nehru.

La formation du gouvernement par le major Attlee, leader travailliste, à l'été 1945 va permettre une marche accélérée vers l'indépendance.
En janvier 1946, des mutineries éclatent dans les forces armées, à commencer par des soldats de l'aviation frustrés de la lenteur de leur rapatriement vers la Grande-Bretagne. La marine se mutine à son tour à Bombay en février 1946, puis à Calcutta, Madras et Karachi. Bien que les mutineries soient rapidement matées, elles poussent le nouveau gouvernement travailliste à Londres à envoyer une mission ministérielle en Inde, dirigée par le secrétaire d'État Lord Pethick Lawrence. Début 1946, de nouvelles élections sont déclenchées. Quelques mois plus tôt, le gouvernement colonial a annoncé le procès public de trois officiers de l'Armée nationale indienne de Bose pour trahison. Au commencement des procès, la direction du Congrès, bien qu'ambiguë à l'encontre des actions de Bose, choisit de défendre les accusés. Leur condamnation, l'émoi suscité puis la remise de peine participent à la propagande du Congrès, qui gagne les élections dans huit des onze provinces. Toutefois, les négociations entre le Congrès et la Ligue musulmane échouent sur la question de la partition. Muhammad Ali Jinnah proclame le 16 août 1946 « Journée d'action directe » (Direct Action Day) afin de demander pacifiquement la création d'une patrie musulmane en Inde. Le jour suivant, des émeutes éclatent entre hindous et musulmans à Calcutta et se propagent à toute l'Inde.
Bien que pris de court par la tournure des évènements, le Congrès et l'administration coloniale installent en septembre 1946 un gouvernement intérimaire dirigé par le Congrès avec Jawaharlal Nehru en tant que Premier ministre. Plus tard la même année, le gouvernement Attlee, conscient de ne plus pouvoir contrôler le pays, décide de mettre fin à la domination britannique en Inde et annonce début 1947 son intention de transférer le pouvoir au plus tard en juin 1948. Le 24 mars 1947, Lord Louis Mountbatten est nommé vice-roi avec la tâche de préparer l'indépendance. À l'approche de l'indépendance, les violences entre hindous et musulmans se poursuivent, principalement au Pendjab et au Bengale. Mountbatten décide alors d'avancer la date du transfert de pouvoir, laissant moins de six mois pour l'organiser. En juin 1947, les leaders indépendantistes — Patel, Nehru et Azad pour le Congrès, Ambedkar pour les Dalits, Tara Singh pour les sikhs — cèdent aux demandes de la Ligue musulmane et de Jinnah et s'entendent sur la partition des Indes selon des frontières religieuses, malgré la très forte opposition de Gandhi. Le plan comprend la répartition des provinces du Pendjab et du Bengale entre les deux nouveaux pays. La frontière est tracée par une commission présidée par Cyril Radcliffe. La partition nécessite également de partager entre les deux pays l'administration, l'armée, les chemins de fer, etc.

#### Indépendance

La partition de l'Empire en deux États.

Le 14 août 1947, le dominion du Pakistan est créé. Muhammad Ali Jinnah, qui a choisi d'en devenir le gouverneur général, prête serment à Karachi. Le lendemain, le 15 août 1947, le dominion de l'Inde devient un pays indépendant : Jawaharlal Nehru en est le Premier ministre, il demande au vice-roi Louis Mountbatten de rester en poste en tant que gouverneur général. La partition est suivie de très nombreuses violences, particulièrement au Pendjab où la ligne Radcliffe coupe en deux le territoire des sikhs. Des millions d'hindous et de musulmans se retrouvent du mauvais côté de la frontière et de nombreux déplacements de populations ont lieu. Au Bengale, la présence de Gandhi calme les esprits et les violences restent limitées. Plusieurs centaines de milliers de personnes meurent dans les violences qui suivent la partition.
Le 22 juin 1948, George VI abandonne le titre d'empereur des Indes. L'Inde devient une république en 1950, le Pakistan en 1956.

### Traductions
1. ↑  « ecclesiastical, political [and] defense ».
2. ↑  « the steel frame on which the whole structure of our government and of our administration in India rests ».
3. ↑  « neither Indian, nor civil, nor a service ».
4. ↑  « I venture to say that the war has put the clock [...] fifty years forward [...] (The)  reforms after the war will have to be such, [...] as will satisfy the aspirations of her (India's) people to take their legitimate part in the administration of their own country. »
5. ↑  « aim and intention [...] to confer self-government on India at an early date ».
6. ↑  « last resort of those strong enough in their commitment to truth to undergo suffering in its cause ».
7. ↑  « increasing association of Indians in every branch of the administration, and the gradual development of self-governing institutions ».
8. ↑  « the areas in which the Muslims are numerically in majority as in the North-Western and Eastern zones of India should be grouped to constitute independent states in which the constituent units shall be autonomous and sovereign. »
9. ↑  « Why only two I do not know, for if nationality was based on religion, then there were many nations in India. Of two brothers one may be a Hindu, another a Muslim; they would belong to two different nations. These two nations existed in varying proportions in most of the villages of India. They were nations which had no boundaries; they overlapped. A Bengali Muslim and a Bengali Hindu living together, speaking the same language, and having much the same traditions and customs, belonged to different nations. All this was very difficult to grasp; it seemed a reversion to some medieval theory. »